# (8352) 1989 GE
(8352) 1989 GE là một tiểu hành tinh vành đai chính. Nó được phát hiện bởi Seiji Ueda và Hiroshi Kaneda ở Kushiro, Hokkaidō, Nhật Bản, ngày 6 tháng 4 năm 1989.